# Ричард Коуви
Ричард Осуалд Коуви (на английски: Richard Oswalt Covey) е американски тест пилот и астронавт на НАСА, участник в четири космически полета.

## Образование
Ричард Коуви завършва колежа Choctawhatchee High School, Шалимар, Флорида през 1964 г. През 1968 г. става бакалавър по аерокосмическо инженерство от Академията на USAF, Колорадо Спрингс, Колорадо. Придобива магистърска степен по аеронавтика и астронавтика от университета Пардю, Индиана през 1969 г.

## Военна кариера
Ричард Коуви става пилот в USAF през 1970 г. До 1974 г. участва във Виетнамската война. Лети на изтребител F-100 Super Sabre. Взема участие в 339 бойни полета. Между 1975 и 1978 г. служи като тест пилот в авиобазата Еглин, Флорида. В актива си има 5700 полетни часа на 30 различни типа самолети.

## Служба в НАСА
Ричард Коуви е избран е за астронавт от НАСА на 16 януари 1978 г., Астронавтска група №8. Завършва общия курс на обучение през август 1979 г. Първото си назначение получава като CAPCOM офицер на мисията STS-5. Р. Коуви е взел участие в четири космически полета и има 646 часа в космоса.

### Полети
| Космически полети на Ричард Осуалд Коуви               | Космически полети на Ричард Осуалд Коуви | Космически полети на Ричард Осуалд Коуви | Космически полети на Ричард Осуалд Коуви | Космически полети на Ричард Осуалд Коуви | Космически полети на Ричард Осуалд Коуви | Космически полети на Ричард Осуалд Коуви |
| №                                                      | Дата                                     | КК                                       | Емблема на мисията                       | Функции                                  | Продължителност                          |                                          |
| ------------------------------------------------------ | ---------------------------------------- | ---------------------------------------- | ---------------------------------------- | ---------------------------------------- | ---------------------------------------- | ---------------------------------------- |
| 1                                                      | 27 август 1985                           | „Дискавъри“, мисия STS-51I               |                                          | Пилот                                    | 7 денонощия 02 часа 17 мин. 42 сек.      |                                          |
| 2                                                      | 29 септември 1988                        | „Дискавъри“, мисия STS-26                |                                          | Пилот                                    | 4 денонощия 01 час 00 мин. 11 сек.       |                                          |
| 3                                                      | 2 декември 1990                          | „Атлантис“, мисия STS-38                 |                                          | Командир                                 | 4 денонощия 21 часа 54 мин. 31 сек.      |                                          |
| 4                                                      | 2 декември 1993                          | „Индевър“, мисия STS-61                  |                                          | Командир                                 | 10 денонощия 19 часа 58 мин. 37 сек.     |                                          |
| Сумарно време в космоса – 26 денонощия 21 часа 09 мин. |                                          |                                          |                                          |                                          |                                          |                                          |